# 赫奧爾希伊夫斯凱
47°59′13″N 35°16′28″E / 47.98694°N 35.27444°E
赫奧爾希伊夫斯凱（烏克蘭語：Георгіївське）是位於烏克蘭東南部的村莊，由扎波羅熱州扎波羅熱区的米哈伊利夫卡市鎮負責管轄。該村面積0.77平方公里，2001年人口226，人口密度每平方公里295.4人。